# K.u.k. Militär Fecht- und Turnlehrerinstitut
Das k.u.k. Militär Fecht- und Turnlehrerinstitut in Wiener Neustadt war die zentrale Ausbildungsstätte der Österreichisch-Ungarischen Land- als auch der Seestreitkräfte für die Instruktoren im Fecht- und Turnwesen.
Nachdem die 1852 an gleicher Stelle  errichtete Militärzentralfechtschule im Jahre 1868 wieder aufgelöst worden war, stellte sich sehr schnell ein Mangel an ausgebildeten Fecht- und Turnlehrern an den Militärbildungsanstalten ein. Es war auch nicht möglich, diesem Mangel ohne weiteres abzuhelfen, sodass im Jahre 1881 das k.u.k. Militär Fecht- und Turnlehrerinstitut eingerichtet werden musste.

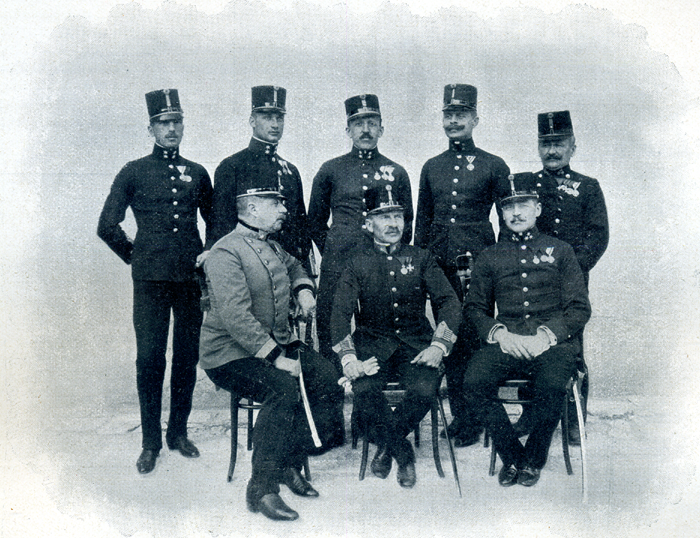
Lehrkörper
Stehend in der Mitte: Oblt. Verderber, davor sitzend der Kommandant, Major Tenner

Bis zum Jahre 1894 bestand die Ausbildung nur aus einem einjährigen Normalkurs, zu dem dann ab 1894 noch vier- oder fünfmonatige Spezialkurse kamen.
Ursprünglich wurde im Institut das Säbel- und Florettfechten nach der französischen Manier gelehrt. Zahlreiche Verbesserungen durch die Fechtlehrer brachten im Laufe der Zeit jedoch eine typisch österreichische Schule hervor. Im Jahre 1895 trafen die Spitzen der österreichischen Armeefechter auf einem internationalen Turnier in Prag erstmals mit italienischen Fechtern zusammen. Von der italienischen Fechtmanier beeindruckt, stellte die Schule gegen gewisse Widerstände den Oberleutnant Tenner und den Linienschiffsleutnant von Brosch ab, um bei dem Fechtmeister Luigi Barbasetti in Wien die italienische Methode zu erlernen. Das in die Lehranstalt eingebrachte Wissen der beiden Herren wurde dann zur Grundlage des hohen Standes der Fechtkunst in den Österreichisch-Ungarischen Streitkräften. Aufmerksam verfolgte man im Institut auch die einschlägigen sportlichen Ereignisse in anderen Ländern und entsandte immer wieder aktive Teilnehmer sowie Besucher resp. Beobachter.
Die zuletzt verfolgten Ziele des Instituts lagen in der Einführung des schwedischen Turnens in den militärischen Bildungsanstalten, Modernisierung der Turnvorschrift, Herausgabe neuer Richtlinien für das Bajonettfechten, sowie der Einführung von Fußball und Leichtathletik als Mannschaftssport in die Streitkräfte.

## Kurse
Der Normalkurs hatte die Aufgabe, Offiziere und Unteroffiziere aller Waffengattungen zu Militär Fecht- und Turnlehrern auszubilden, um bei den Militärbildungsanstalten und der Truppe eine einheitliche Ausbildung zu gewährleisten. Die Frequentanten durften nicht älter als 30 Jahre und mussten ledig und gesund sein. Vorausgesetzt wurden Geschick und Neigung für das Fecht- und Turnwesen und eine Vorliebe für den Sport im Allgemeinen. Die Anzahl der Teilnehmer pro Kurs lag bei etwa 25 Offizieren und ebenso vielen Unteroffizieren

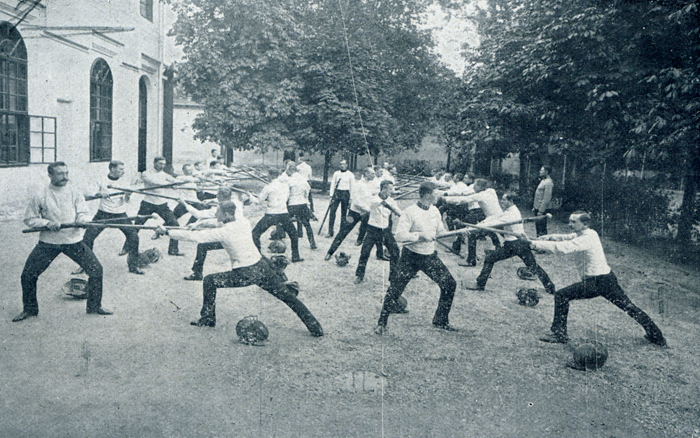
Bajonettfechten am Institut

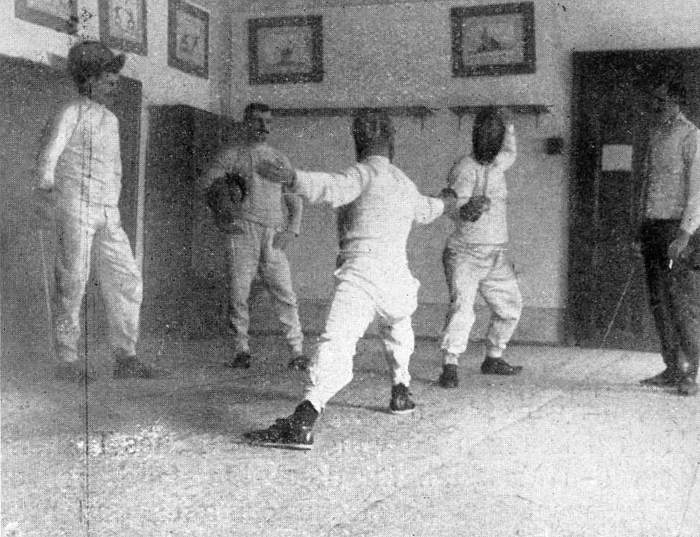
Florettfechten am Institut

In den beiden Spezialkursen erhielten je etwa 80 Offiziere eine qualifizierte Ausbildung in Säbel- und Bajonettfechten sowie im Turnen. Der absolvierte Kurs führte zum Instruktor für diese Disziplinen in der Truppe.

## Olympische Spiele 1912
Zu den Olympischen Spielen in Stockholm  schickte das Institut eine Mannschaft, die insgesamt drei Medaillen gewinnen konnte. Hervorragend agierte hier der Oberleutnant Richard Verderber, der eine Bronzemedaille (damals auch 3. Platz genannt) im Florett Einzelfechten  und eine Silbermedaille im Säbel Mannschaftsfechten gewinnen konnte.
Ebenfalls als Angehöriger des Instituts hat sich der Militärfechtmeister Milan Neralić hervorgetan, der eine international anerkannte Persönlichkeit auf dem Gebiet des Fechtwesens war.

## Kommandanten des Instituts
- 1881 bis 1886: Major des Ruhestandes Joseph Feldmann
- 1886 bis 1887: Rittmeister Gustav Igálffy von Igály
- 1887 bis 1895: Oberstleutnant Oskar Schadeck von Degenburg
- 1895 bis 1903: Oberst Alexander Ritter von Czajkowski
- 1903 bis 1910: Oberst von Riegler
- 1910 bis 1914: Major Heinrich Tenner